# Paul O'Grady (chính khách)
Paul Thomas Francis O'Grady (14 tháng 7 năm 1960 – 18 tháng 1 năm 2015) là một chính trị gia Úc. Ông là thành viên Lao động của Hội đồng Lập pháp New South Wales từ năm 1988 đến 1996 và là thành viên đồng tính công khai đầu tiên của Quốc hội New South Wales.

## Đầu đời và sự nghiệp
O'Grady sinh ra ở Ryde ở Bắc Sydney, và làm trợ lý cửa hàng và tổ chức công đoàn cho bộ phận trợ lý cửa hàng trong Liên minh Công nhân Úc. Ông gia nhập Đảng Lao động vào năm 15 tuổi vào năm 1975, tham gia vào Lao động trẻ. Biết mình là người đồng tính từ khi còn nhỏ, O'Grady công khai với cha mẹ mình năm 16 tuổi:
| “ | Đó không phải là thứ gì đó đã đi xuống một cách tuyệt vời vào thời điểm đó, nhưng bạn biết đấy, trong nhiều năm họ đã phải chấp nhận nó hoặc chịu đựng nó hoặc hiểu nó, hoặc bất cứ điều gì, và tôi đã khá may mắn khi có gia đình mà tôi có. Bởi vì không phải vậy, nó chưa bao giờ là một gia đình bị phán xét, điều đó nói rằng bạn biết 'bạn không thể làm điều này'. Đó là một gia đình nói rằng "đó là quyết định của bạn". | ” |

O'Grady sớm gia nhập phe cánh tả 'Mềm' vừa phải của đảng và giành được một lá phiếu cho Trợ lý Bộ trưởng Lao động Trẻ Úc 1984, nhưng không giành được đủ sự ủng hộ để điều hành với tư cách là Chủ tịch Lao động Trẻ của NSW. O'Grady cũng từng làm nhân viên nghiên cứu của Đảng cho Thủ quỹ của bang NSW, Ken Booth, từ năm 1981 đến năm 1988.